# 17-й км (Сахалинская область)
17-й км (17 км) — село в городском округе город Южно-Сахалинск Сахалинской области России.

## География
Село находится в юго-восточной части острова Сахалин, на берегу реки Сусуя, на расстоянии 25 км к северо-западу от города Южно-Сахалинск, административного центра округа и области. Площадь села — 0,028 км².

### Климат
Село находится в местности, приравненной к районам Крайнего Севера.
Как и весь остров Сахалин, входит в зону муссонов умеренных широт. Среднегодовая температура составляет +2,8 °С. Самым холодным месяцем является январь со среднесуточной температурой −12,2 °C, самым тёплым — август со среднесуточной температурой +17,3 °C.
Ввиду высокой влажности уже при температуре воздуха +22 °C в тени становится жарко и душно, комфортно и тепло — при +18 °C — 19 °C.
Расчётная температура наружного воздуха летом +25,7 °C, зимой −14 °C. Продолжительность периода со среднесуточной температурой ниже 0 °C составляет 154 суток, продолжительность отопительного периода 230 суток. Средняя температура наиболее холодной пятидневки −13 °C.).

## История
В 1947 году вышел приказ начальника Южно-Сахалинской железной дороги от 23.12.1947 № 229/Н «О переименовании станций Южно-Сахалинской железной дороги», согласно которому 1 января 1948 года была образована территориальная единица под названием разъезд 17-й км в составе Синегорского поссовета Южно-Сахалинского района Сахалинской области РСФСР. Постановлением Администрации Сахалинской области от 26 апреля 2004 года станция 17-й км как населённый пункт преобразована в село.

## Население
| 2002 | 2010 | 2021 |
| ---- | ---- | ---- |
| 0    | →0   | ↗2   |

## Инфраструктура
Путевое хозяйство Сахалинского региона Дальневосточной железной дороги.

## Транспорт
Через село проходит автодорога Южно-Сахалинск — Синегорск. Ранее в селе также действовал железнодорожный разъезд 17 км.